# 151997 Bauhinia
151997 Bauhinia este un asteroid din centura principală de asteroizi.

## Descriere
151997 Bauhinia este un asteroid din centura principală de asteroizi. A fost descoperit pe 11 mai 2004 la Observatorul Desert Eagle de William Kwong Yu Yeung. Asteroidul prezintă o orbită caracterizată de o semiaxă mare de 2,31 ua, o excentricitate de 0,16 și o înclinație de 0,7° în raport cu ecliptica.